# Acrochordonichthys rugosus
Acrochordonichthys rugosus es una especie de pez de la familia Akysidae en el orden de los Siluriformes.

## Morfología
Los machos pueden llegar alcanzar los11 cm de longitud total

## Distribución geográfica
Se encuentra en el Sudeste asiático: Tailandia, Malasia e Indonesia